# غاريقونانية
الغاريقونانية[بحاجة لمصدر] أو الفطريات البازيدية المتمائلة (الاسم العلمي: Agaricomycetes) هي طائفة من الفطريات تتبع شعبة الفطريات الدعامية.

## التصنيف

### صنوف
يتبع طائفة الغاريقونانية مباشرة الصنفان الفطريان التاليان:
- غاريقونانيات (الاسم العلمي: Agaricomycetidae)
- فالوسانيات (الاسم العلمي: Phallomycetidae)

## رتب
يتبع طائفة الغاريقونانية مباشرة الرتب الفطرية التالية:
- (الاسم العلمي: Auriculariales)
- (الاسم العلمي: Sebacinales)
- (الاسم العلمي: Cantharellales)
- (الاسم العلمي: Trechisporales)
- (الاسم العلمي: Hymenochaetales)
- (الاسم العلمي: Corticiales)
- (الاسم العلمي: Gloeophyllales)
- (الاسم العلمي: Polyporales)
- (الاسم العلمي: Thelephorales)
- الروسوليات (الاسم العلمي:Russulales)